# EuroBasket de 1997
O EuroBasket 1997, também conhecido por FIBA Campeonato Europeu de 1997, foi a trigésima edição da competição continental organizada pela FIBA Europa, braço da FIBA para a Europa.
O evento que teve as três cidades sedes localizadas na Catalunha, Espanha sendo Barcelona, Girona e Badalona. A Seleção da Iugoslávia conquistou seu sétimo título no EuroBasket e de quebra elevou Aleksandar Đorđević como MVP do torneio.
A Grécia que recebeu o Mundial de 1998 juntou à Iugoslávia, Itália, Rússia, Espanha e Lituânia como classificados para o Mundial de 1998.

## Sedes

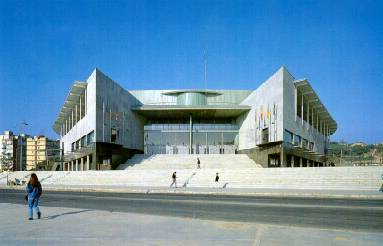
Pavelló Olímpico de Badalona
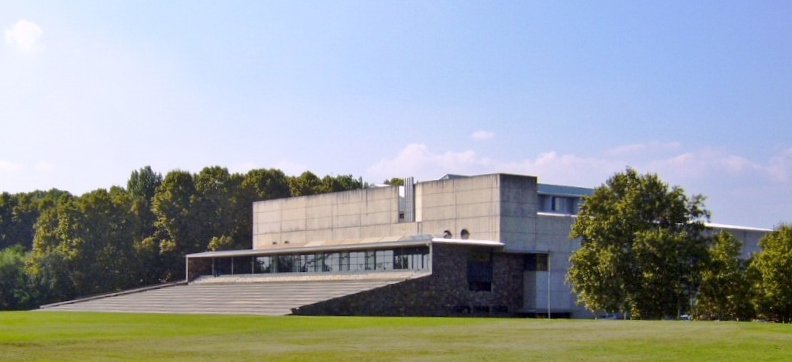
Palau Girona-Fontajau Girona
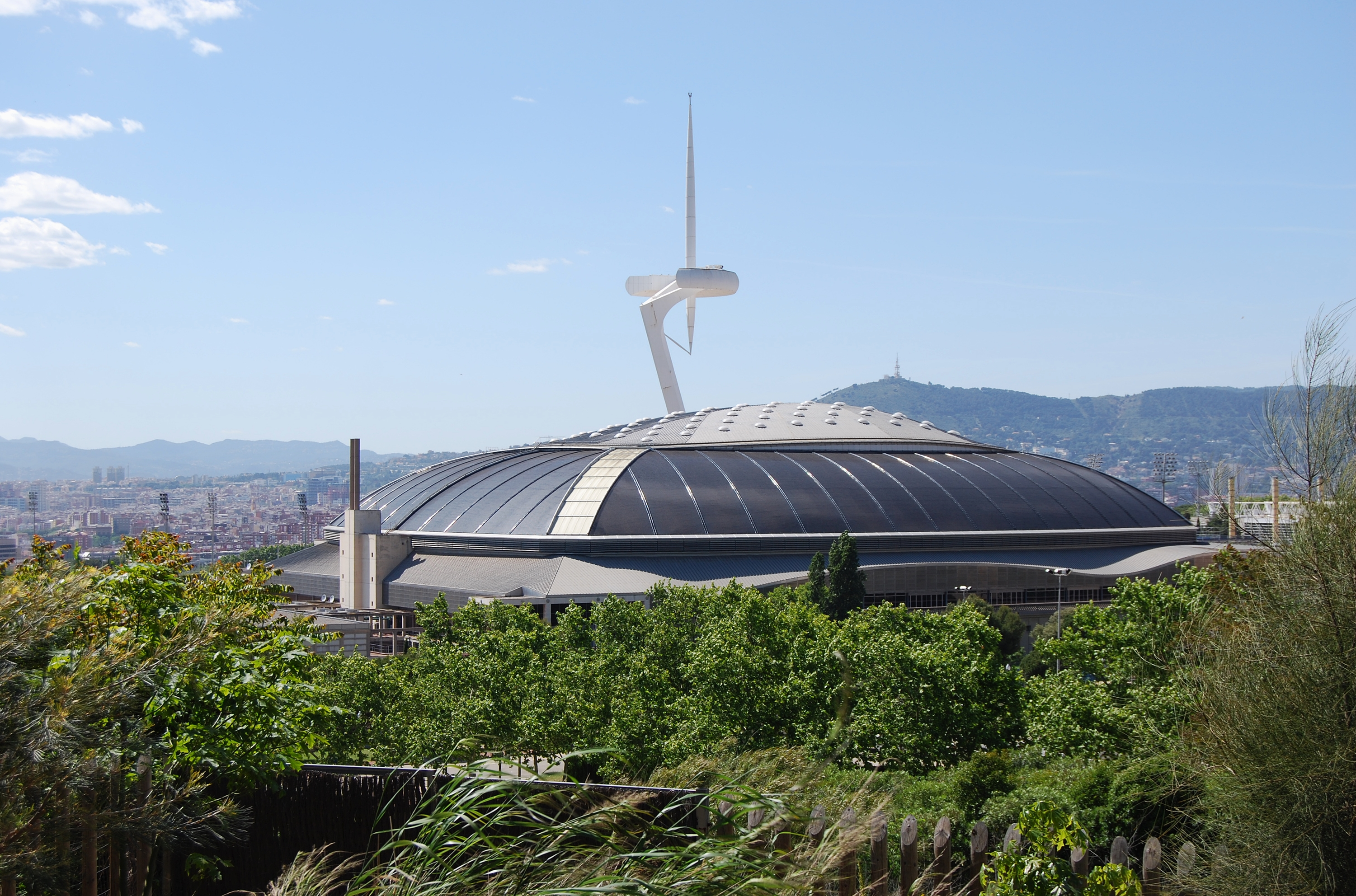
Palau Sant Jordi Barcelona